# Neoperla aliqua
Neoperla aliqua är en bäcksländeart som beskrevs av Peter Zwick 1973. Neoperla aliqua ingår i släktet Neoperla och familjen jättebäcksländor. Inga underarter finns listade i Catalogue of Life.